# Stuart: Spojrzenie w przeszłość
Stuart: Spojrzenie w przeszłość (ang. Stuart: A Life Backwards) – brytyjski dramat filmowy z 2007 roku w reżyserii Davida Attwooda, z Benedictem Cumberbatchem i Tomem Hardym w rolach głównych, na motywach biografii Stuarta Shortera napisanej przez Alexandra Mastersa.

## Premiera
Film miał swoją światową premierę w Wielkiej Brytanii 23 września 2007 roku.

## Fabuła
Akcja filmu rozgrywa się w Wielkiej Brytanii w czasach współczesnych. Znajomość młodego pisarza z włóczęgą i narkomanem przeradza się w przyjaźń. Literat zaczyna spisywać i nagrywać to, co jego przyjaciel opowiada i tak powstaje nietypowa biografia, która ukazała się drukiem.

## Obsada
W filmie wystąpili m.in.:
- Benedict Cumberbatch jako Alexander Masters
- Tom Hardy jako Stuart Shorter
- Nicola Duffett jako Judith
- Claire-Louise Cordwell jako Karen
- Edna Doré jako Gran
- Candis Nergaard jako Sophie
- Joanna Maude jako Ruth
- Trevor Sellers jako John
- Shenagh Govan jako miłośniczka literatury

## Nagrody i nominacje (wybrane)
- BAFTA TV 2008
  - nominacja: Najlepszy aktor dla Toma Hardy'ego[4]
- Banff Television Festival 2008
  - wygrana: Banff Rockie Award (Best Made for TV Movie)[4]
  - wygrana: Special Jury Prize (Best Drama)[4]